# Wilfried Van Moer
Wilfried Van Moer   (Beveren, 1 de març de 1945 - Lovaina, 24 d'agost de 2021) fou un futbolista belga de la dècada de 1970.
Fou 57 cops internacional amb la selecció belga de futbol, entre 1966 i 1982, amb la qual disputà la Copa del Món de futbol de 1970 i 1982, a més de l'Eurocopa de 1982. Pel que fa a clubs, defensà els colors del Beveren, Antwerp, Standard Liège i Beringen.

## Palmarès
Standard Liège
- Lliga belga de futbol:
  - 1968-69, 1969-70, 1970-71